# Unione Sportiva Tiferno 1938-1939
Questa pagina raccoglie i dati riguardanti l Unione Sportiva Tiferno nelle competizioni ufficiali della stagione 1938-1939.

## Rosa
| N. |                   | Ruolo | Calciatore            |
| -- | ----------------- | ----- | --------------------- |
|    | Italia (bandiera) | C     | Guido Alunni          |
|    | Italia (bandiera) |       | Riccardo Baldinelli   |
|    | Italia (bandiera) | A     | Francesco Calagreti   |
|    | Italia (bandiera) | C     | Edmondo Cattabrini    |
|    | Italia (bandiera) |       | Romano Di Sisto       |
|    | Italia (bandiera) | C     | Vasco Donadoni        |
|    | Italia (bandiera) |       | Ivano Fiordoni        |
|    | Italia (bandiera) | D     | Fernando Francoia (I) |
|    | Italia (bandiera) |       | Mario Francoia (II)   |
|    | Italia (bandiera) |       | Pietro Gaggi          |
|    | Italia (bandiera) |       | Primo Gamberi         |
|    | Italia (bandiera) | P     | Ezio Mari             |
|    | Italia (bandiera) | D     | Ugo Mercati           |
|    | Italia (bandiera) | C     | Aldo Moretti          |

| N. |                   | Ruolo | Calciatore         |
| -- | ----------------- | ----- | ------------------ |
|    | Italia (bandiera) |       | Silvio Moro        |
|    | Italia (bandiera) |       | Giorgio Pazzagli   |
|    | Italia (bandiera) |       | Tommaso Poletti    |
|    | Italia (bandiera) | D     | Carlo Presenti     |
|    | Italia (bandiera) | P     | Otello Ricci       |
|    | Italia (bandiera) | P     | Gino Medola        |
|    | Italia (bandiera) |       | Rosello Roselli    |
|    | Italia (bandiera) | C     | Angelo Rossi (I)   |
|    | Italia (bandiera) |       | Elio Rossi         |
|    | Italia (bandiera) |       | Ottavio Rossi (II) |
|    | Italia (bandiera) | P     | L. Sgaravizzi      |
|    | Italia (bandiera) | A     | Luigi Turchi       |
|    | Italia (bandiera) |       | Benedetto Vigna    |